# Томас Шенлебе
Томас Шенлебе (нім. Thomas Schönlebe; нар. 6 серпня 1965) — німецький легкоатлет, який спеціалізувався в бігу на короткі дистанції.
До возз'єднання Німеччини (1990) виступав за Німецьку Демократичну Республіку.

## Спортивні досягнення
Учасник трьох Олімпійських ігор (1988, 1992, 1996). Фіналіст (4-е місце) Ігор-1988 в естафеті 4×400 метрів.
Чемпіон світу з бігу на 400 метрів (1987). Бронзовий призер чемпіонату світу в естафеті 4×400 метрів (1993). Фіналіст (6-е місце) чемпіонату світу у бігу на 400 метрів (1983).
Чемпіон світу в приміщенні у бігу на 400 метрів (1985) та в естафеті 4×400 метрів (1991).
Був двічі другим на Кубку світу-1985 у бігу на 400 метрів та в естафеті 4×400 метрів.
Двічі срібний призер чемпіонатів Європи у бігу на 400 метрів (1986, 1990). Бронзовий призер чемпіонату Європи в естафеті 4×400 метрів (1990).
Чемпіон Європи в приміщенні у бігу на 400 метрів (1986).
Багаторазовий переможець та призер Кубків Європи у бігу на 400 метрів та в естафеті 4×400 метрів.
Чемпіон Європи серед юніорів у бігу на 400 метрів та в естафеті 4×400 метрів (1983).
Дворазовий рекордсмен світу в приміщенні з бігу на 400 метрів — 45,41 (1986) та 45,05 (1988). Рекордсмен світу в приміщенні в естафеті 4×400 метрів — 3.03,05 (1991).
Дворазовий рекордсмен Європи з бігу на 400 метрів просто неба — 44,48 та 44,33 (обидва — 1987). Рекордсмен Європи в естафеті 4×400 метрів — 3.00,07 (1984).
Рекордсмен Європи з бігу на 400 метрів у приміщенні (45,05; 1988).
Багаторазовий чемпіон та рекордсмен країни у бігу на 400 метрів та в естафеті 4×400 метрів.

## Визнання
- Меморіальна нагорода імені Рудольфа Гарбіга[de] (1994)